# Rudolfina cavernicola
Rudolfina cavernicola är en tvåvingeart som beskrevs av Marshall och Fitzgerald 1997. Rudolfina cavernicola ingår i släktet Rudolfina och familjen hoppflugor. Inga underarter finns listade i Catalogue of Life.